# Jordö
Jordö är en halvö i Listerby skärgård, belägen mellan Karlskrona och Ronneby i Blekinge. Jordö hänger ihop med Almö och har via Almö vägförbindelse till fastlandet.
2011 inrättades ett 23 hektar stort naturreservat på Jordö, Jordö naturreservat.

## Källa
- Om Jordö, med karta